# 日土镇
日土镇，是中华人民共和国西藏自治区阿里地区日土县下辖的一个乡镇级行政单位。

## 行政区划
日土镇下辖以下地区：
杰果桑社区、日土村和热角村。